# Oulton Park
Oulton Park é um autódromo inaugurado no ano de 1953 situado no condado de Cheshire, Inglaterra, a 21 quilômetros da cidade de Chester.
O circuito completo tem a extensão de 4.307 km, cujo recorde de volta de 1:29.49 pertence a Sebastian Hohenthal, durante a temporada de 2007 da Fórmula 3 Britânica. Existem duas variantes curtas de 3.616 e 2.656 km, que recortam ou eliminam a seção à beira do lago. Knickerbrook deveria ser uma curva semelhante à Tamburello do autódromo Autódromo Enzo e Dino Ferrari antes de 1995, mas depois da morte de Paul Warwick em 1991, esta seção passou a ter uma chicane.
Atualmente o circuito só recebe os principais campeonatos de desportos motorizados do Reino Unido: Turismo, Fórmula 3 e Superbikes; o grande ausente são os Gran Turismos (GT's).

## International Gold Cup
A International Gold Cup ("Taça Internacional do Ouro") é uma corrida de monolugares que se disputa desde 1954 em Oulton Park. No início, a taça servia como fim não pontuável do campeonato de Fórmula 1. Entre os vencedores encontram-se os campeões de Fórmula 1 Jack Brabham, Jackie Stewart, Jim Clark, Denny Hulme e John Surtees; os maiores vencedores são Surtees e Stirling Moss, com cinco triunfos.
Quando os custos destes carros os levaram a restringir ao calendário oficial, a corrida passou a disputar-se na Fórmula 5000 e finalmente na Fórmula 3000. A International Gold Cup ressurgiu em 2002 como uma corrida de automóveis históricos.